# Buxbaumia viridis
Buxbaumia viridis là một loài rêu trong họ Buxbaumiaceae. Loài này được DC. Moug. & Nestl. mô tả khoa học đầu tiên năm 1823.

## Hình ảnh

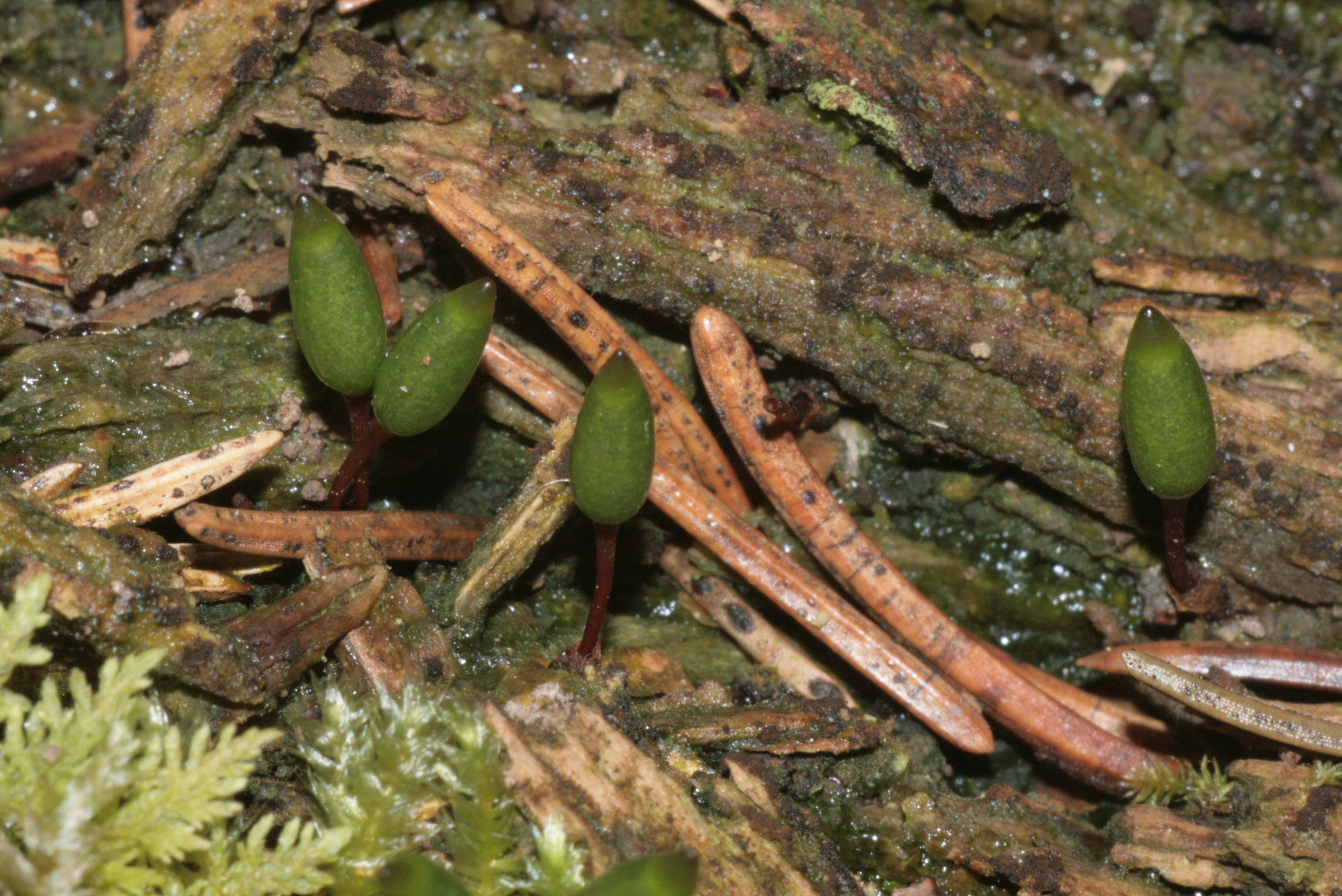
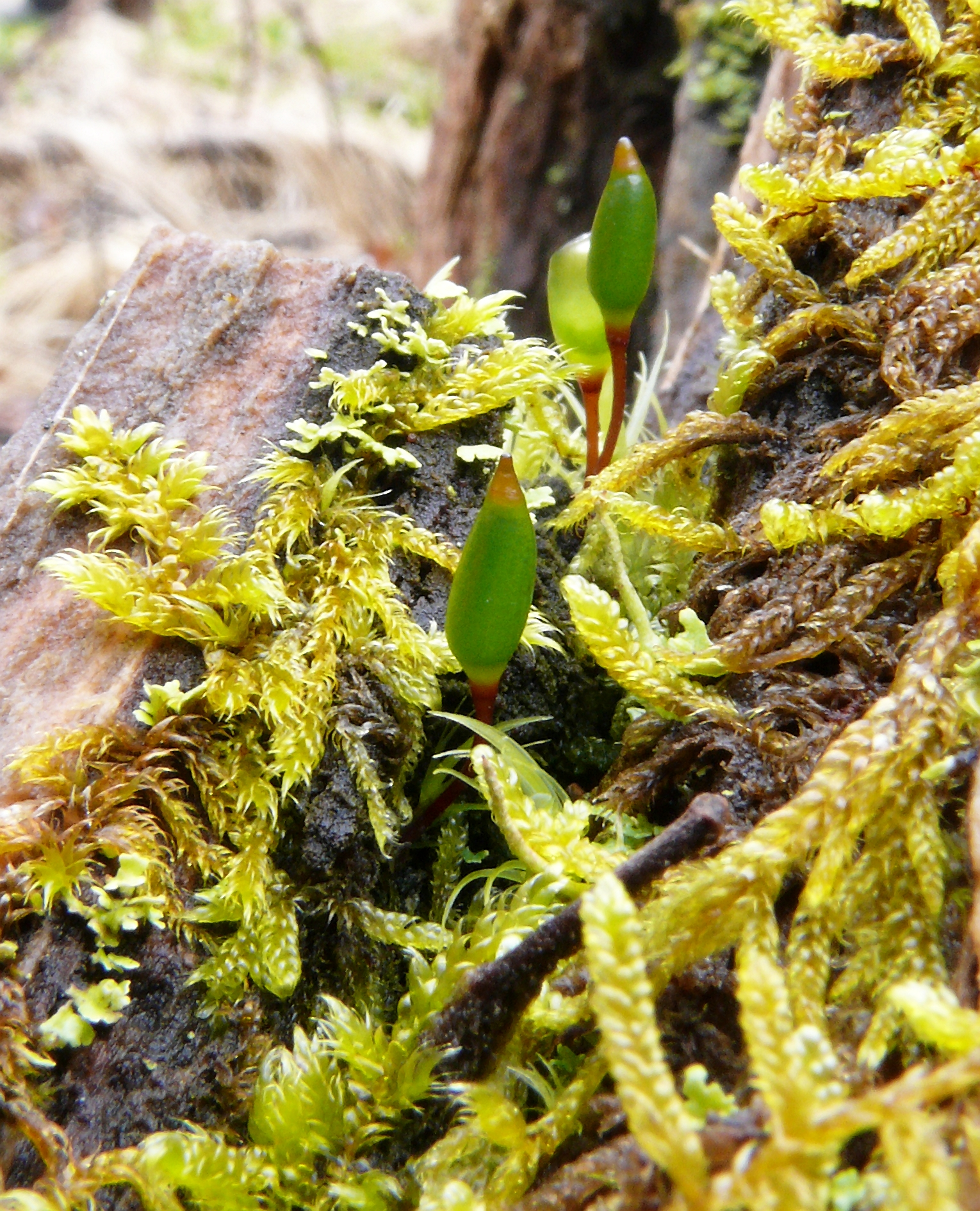
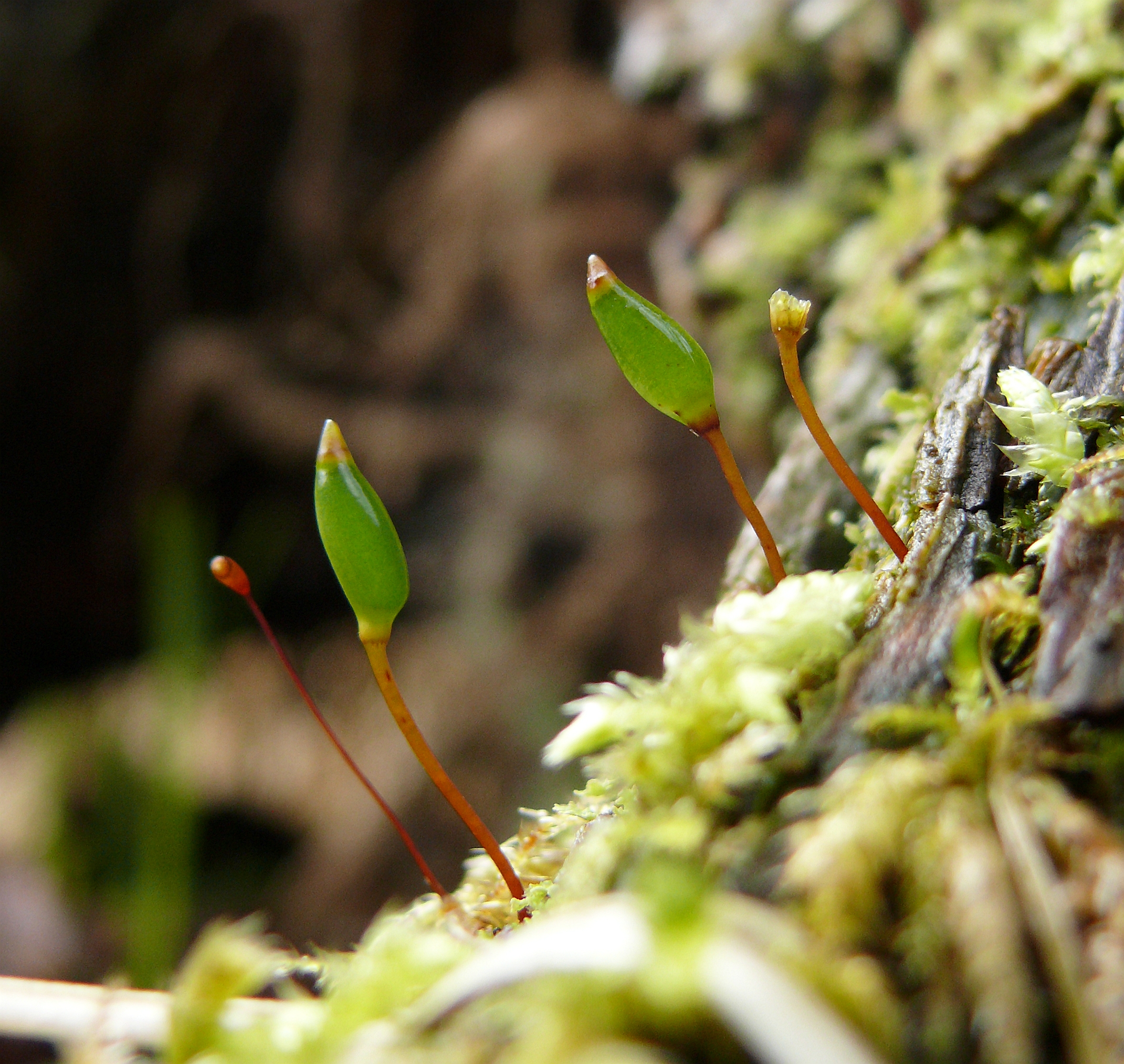
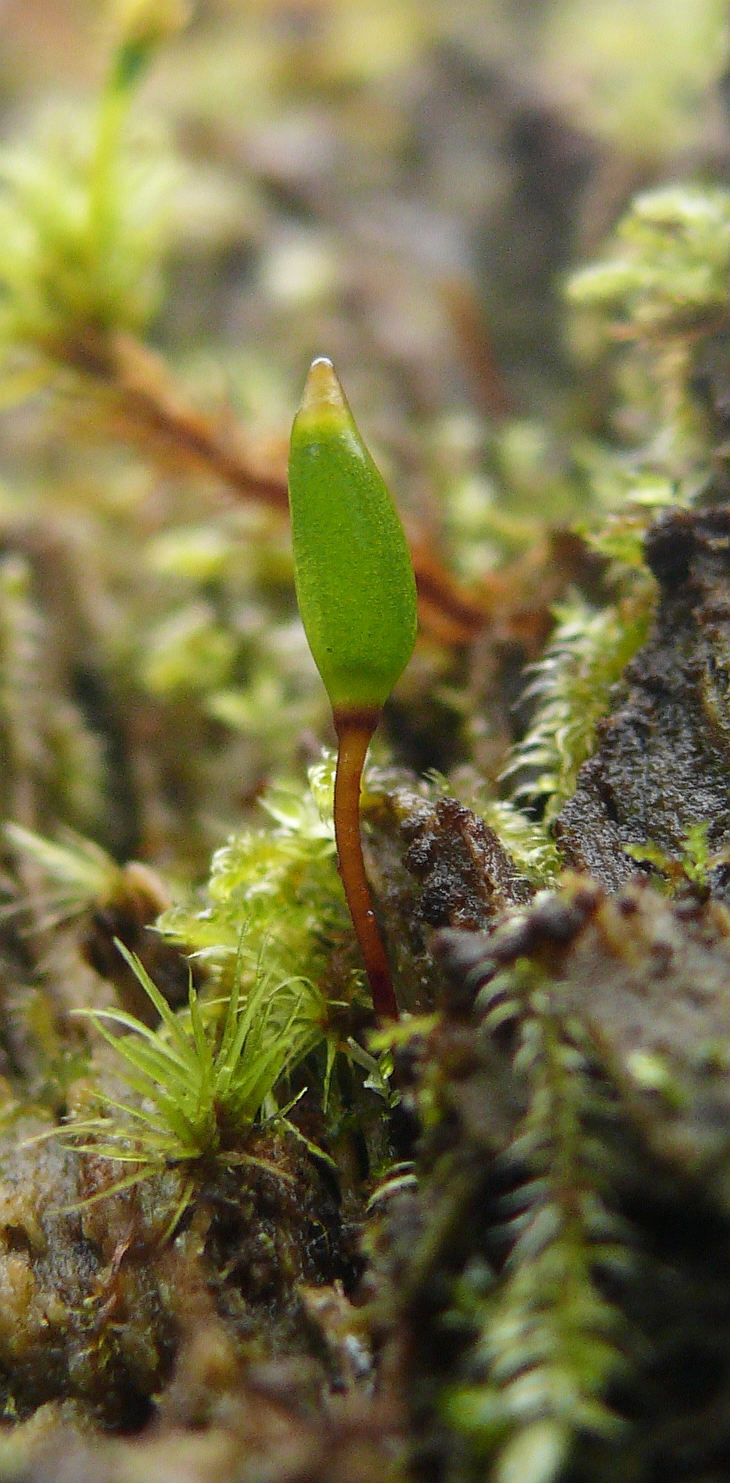